# Shōkai
Shōkai (聖戒), né en 1261 et mort le 22 mars 1323, était un moine bouddhiste de l’école Ji shū, disciple et proche parent (petite frère ou neveu) d’Ippen, premier patriarche du Ji shū. Il fut également considéré comme le fondateur de la branche Rokujō-ha (六条派) de l’école.
Après la mort d’Ippen en 1289, il fonda le temple Kankikō-ji en 1291, et surtout rédigea le texte de la Biographie illustrée du moine itinérant Ippen (Ippen hijiri-e). Il s’agit de la plus ancienne biographie du patriarche connue de nos jours, si bien qu’elle a une très forte valeur historiographique,. 

## Sources
1. ↑  (ja) Hideo Kuroda, « 一遍聖の顔/聖戒の顔 », Gendai shisō, vol. 19, no 7,‎ juillet 1991, p. 140-157 (« Le visage d’Ippen, le visage de Shōkai »)
2. ↑  (en) Laura S. Kaufman, « Lyrical Imagery and Religious Content in Japanese Art: The Pictorial Biography of Ippen the Holy Man in Traditions in Contact and Change », XIVth Congress of the International Association for the History of Religions,‎ 1983, p. 201-230 (ISBN 9780889201422, lire en ligne)